# Luchthaven Sentani

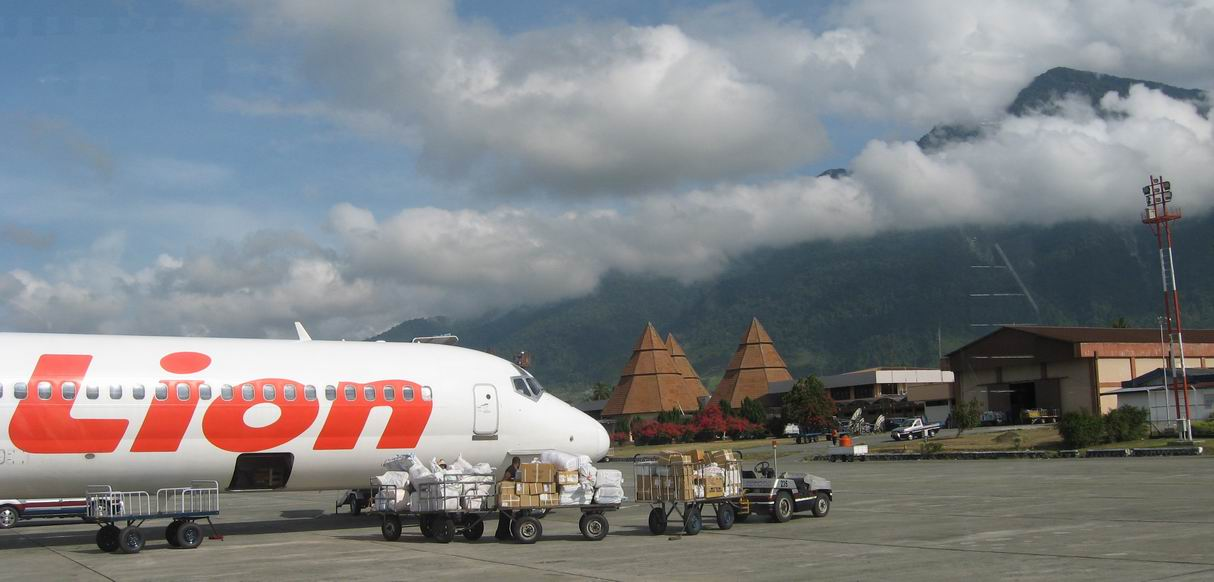
Toestel van Lion Air op het vliegveld

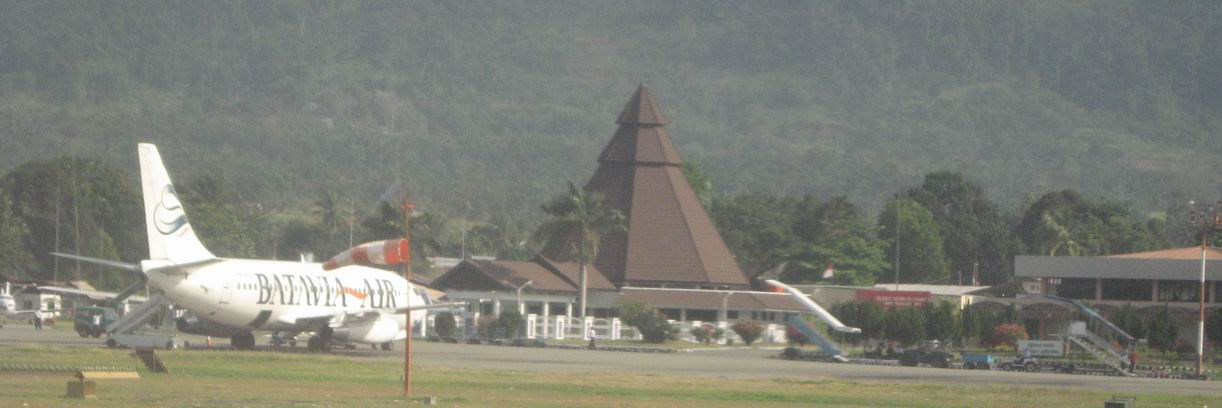
Toestel van Batavia Air op het vliegveld

Luchthaven Sentani (Indonesisch: Bandar Udara Sentani) is een vliegveld in het noordoosten van de Indonesische provincie Papoea. Het vliegveld ligt nabij het Sentanimeer, op 36 kilometer ten westen van de stad Jayapura en telt een startbaan (2183 bij 45 meter). Rondom het vliegveld ligt de plaats Sentani.

## Geschiedenis
Sentani is het enige overgebleven vliegveld van drie vliegvelden die door het Japanse leger werden aangelegd aan noordzijde van het Sentanimeer. In 1939 begonnen de Nederlanders echter reeds met het egaliseren van het terrein bij Ifar aan het Sentanimeer voor de aanleg van een toekomstig vliegveld.
De Japanners veroverden het gebied op de Nederlanders in april 1942 en zetten daarop vanaf begin 1943 duizenden Javaanse romoesja's in om drie vliegvelden met vier startbanen aan te leggen in de Sentani- en Dojo-vlaktes. Bij de meest westelijke (met twee landingsbanen) werden 51 revêtementen (omwalde vliegtuigstandplaatsen) gemaakt voor de bommenwerpers; 24 grote aan westzijde en 27 kleinere aan oostzijde. Voor de luchtverdediging werden vier lichte kanonnen geplaatst, die later werden geüpgraded. Vele romoesja's overleefden de dwangarbeid niet als gevolg van ondervoeding en uitputting. Het vliegveld werd operationeel op 10 oktober 1943. De volgende eenheden (sentais) werden er gestationeerd:
- 7e Koku Kyoikutai;
- 7e Sentai (Ki-49; midden 1943);
- 33e Sentai (Ki-43);
- 63e Sentai (Ki-43; december 1943 - februari 1944; vervolgens verplaatst naar Wewak en Hyane);
- 77e Sentai (Ki-43);
- 248e Sentai (Ki-43).

In april 1944 werd door de Amerikanen (tegelijkertijd met Operatie Persecution ter verovering van Aitape) Operatie Reckless ingezet ter verovering van het gebied, nadat een Amerikaanse onderzeeboot een aantal Japanse schepen bij Palau tot zinken wist te brengen, waardoor een grote hoeveelheid moderne Japanse tanks, pantservoertuigen, een regiment troepen en andere voorraden bestemd voor Hollandia verloren gingen. Ruim 55.000 man infanterie, waaronder ook een KNIL-eenheid uit Australië onder leiding van kolonel C. Giebel, ging vervolgens aan land in de eerste Amerikaanse operatie binnen Nederlands-Indië. De invasie werd voorafgegaan door een luchtaanval op de Japanse vliegvelden op 10 april, waarbij 400 vliegtuigen werden vernietigd en zware kraters werden geslagen in de vliegvelden. Tussen 22 en 26 april werden vervolgens alle vliegvelden veroverd. Generaal Douglas MacArthur besloot daarop zijn hoofdkwartier te vestigen op de berg Ifar (waar hij volgens een legende zijn island hopping-campagne uitdacht) bij Sentani als een van de twee uitvalsbases voor het bestoken van Japanse gebieden met bommenwerpers. De andere uitvalsbasis was het eerder veroverde Finschhafen in de provincie Morobe van het door Australië bestuurde mandaatgebied Territorium Nieuw-Guinea. Hiervoor moest echter wel eerst een hoop werk worden verricht: De vliegvelden van Sentani waren grotendeels verwoest en lagen nog sterk geïsoleerd. Er werd daarop door Amerikaanse troepen een weg van 75 kilometer aangelegd van Hollandia via Sentani naar het kustdorp Depapre aan de Tanah Merahbaai. Om deze weg geschikt te maken voor zware voertuigen moesten op veel plekken grote stukken rots met dynamiet worden opgeblazen. Vanaf Depapre werd een pijpleiding aangelegd voor de aanvoer van vliegtuigbrandstof naar de vliegvelden. Bij Hollandia werden acht steigers aangelegd geschikt voor destroyers tot 10.000 ton. De vliegvelden werden daarop weer operationeel gemaakt en versterkt. De vliegvelden kregen de volgende namen:
- Hollandia in het westen tussen de rivier Delaoe in het westen en de rivier Toatjidako in het oosten (2° 33′ ZB, 140° 29′ OL ). Had twee landingsbanen: een in westelijke richting van 1370 meter (4500 voet) en een in zuidelijke richting van 1890 bij 103 meter (6200 bij 340 voet). Er werden 100 revêtementen aan noordoostzijde aangelegd voor de vele vliegende forten die er werden gestationeerd.
- Sentani in het midden (2° 34′ 37″ ZB, 140° 30′ 58″ OL), ten zuidoosten van het dorpje Weversdorp. Was bij de herovering grotendeels verwoest en moest volledig opnieuw worden aangelegd. De Amerikanen breidden de landingsbaan uit, versterkten deze met grond en grind, bouwden er een weerstation, onderhoudsgebouwen en brandstoftanks en gebruikten haar voor gevechtsvliegtuigen en zware bommenwerpers.
- Cyclops in het oosten, aan de voet van het Cyclopsgebergte (2° 34′ 30″ ZB, 140° 31′ 0″ OL). Was alleen geschikt voor lichte transportvliegtuigen. Moest worden gerepareerd en werd door MacArthur uitgekozen als zijn hoofdkwartier.

Op de vliegvelden werden onder andere de volgende Amerikaanse wings en andere luchtmachtonderdelen gestationeerd:
- 308th Bombardment Wing (10 augustus - 22 oktober 1944);
- 310th Bombardment Wing (6 mei - 18 september 1944);
- 85th Fighter Wing (24 juli - 24 oktober 1944);
- 3d Bombardment Group (12 mei - 16 november 1944);
- 312th Bombardment Group (juni - 19 november 1944);
- 49th Fighter Group (17 mei - 5 juni 1944);
- 475th Fighter Group (15 mei - 14 juli 1944);
- 317th Troop Carrier Group (juni - 17 november 1944);
- 418th Night Fighter Squadron (12 mei - 28 september 1944).

Vanaf juli 1945 werden Hollandia en Cyclops als reservevliegvelden ingezet en vervolgens aan hun lot overgelaten, waarop ze langzamerhand overgroeiden. Op een deel van Cyclops werd later een woonblok van Sentani gebouwd. Sentani werd als enige vliegveld behouden en vervolgens omgevormd tot een binnenlandse luchthaven voor de burgerluchtvaart. Sentani groeide vervolgens uit tot de belangrijkste luchthaven van Papoea.

## Luchtvaartmaatschappijen en bestemmingen
- Batavia Air (Jakarta, Manokwari, Makassar);
- Lion Air (Makassar, Jakarta);
- Garuda Indonesia (Biak, Denpasar, Jakarta, Makassar, Timika);
- Merpati Nusantara Airlines (Biak, Manado, Manokwari, Merauke, Tembagapura, Wamena);
- Express Air (Jakarta, Makassar, Manokwari, Sorong);
- Air Efata (Jakarta, Makassar, Surabaya, Sorong);
- Trigana Air Service (o.a. Wamena).